# 贝尼莫多
贝尼莫多，是西班牙巴伦西亚自治区巴伦西亚省的一个市镇。总面积13平方公里，总人口1930人（2001年），人口密度148人/平方公里。